# Lichtgriffel

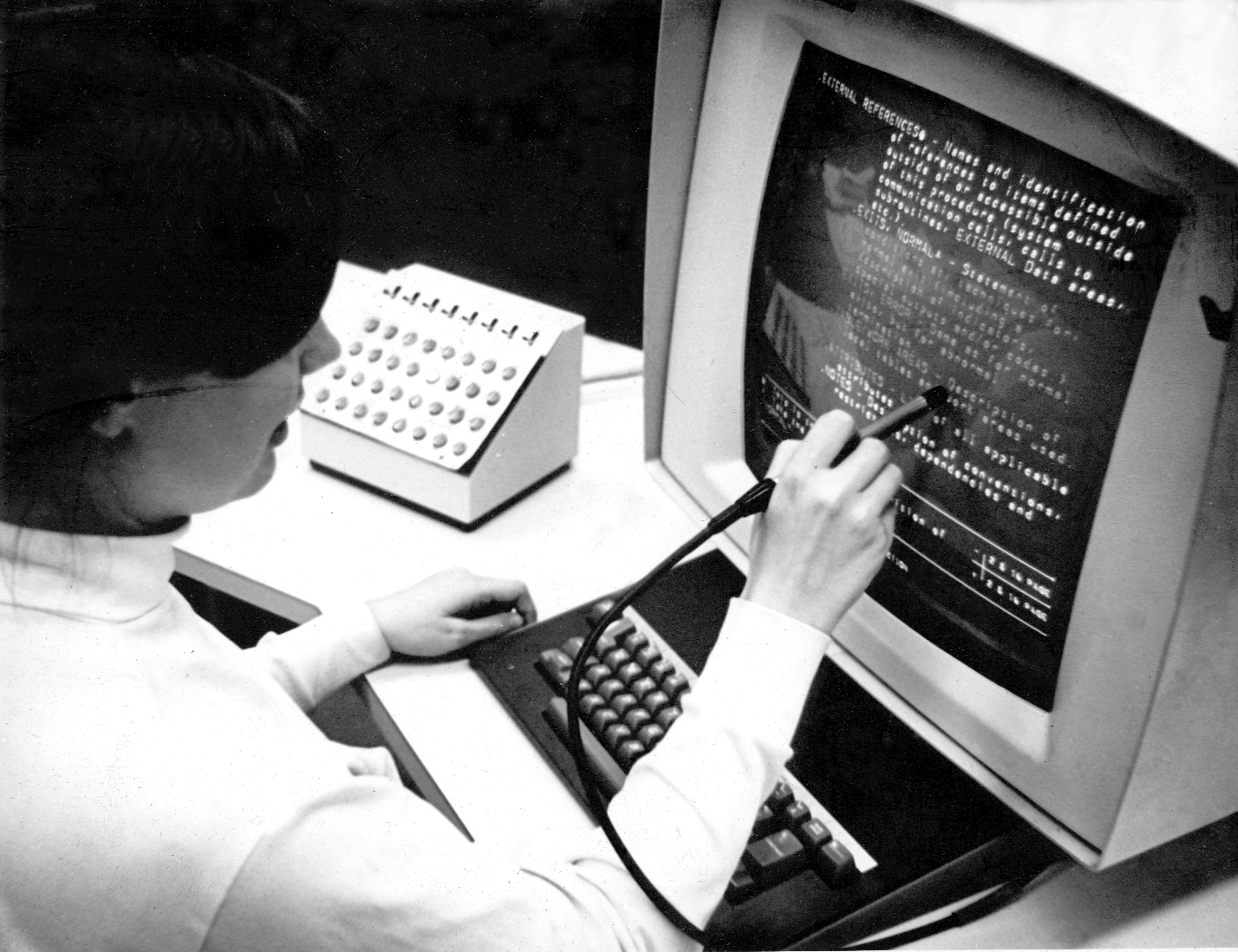
Verwendung eines Lichtgriffels an einem Computerterminal, 1969

Ein Lichtgriffel, auch Lightpen bzw. Light-Pen genannt, ist ein Computer-Zeigegerät zum direkten Arbeiten auf einem Röhren-Bildschirm. Er wurde 1955 am Lincoln Laboratory (Massachusetts Institute of Technology) entwickelt, die erste CAD-Anwendung Sketchpad mit Lichtgriffel wurde 1963 vorgestellt.
Hält man das schmale, mit einem Fototransistor versehene Ende des stabförmigen Geräts auf den Bildschirm, so wird der beim Auftreffen des Elektronenstrahls auf der Leuchtschicht erzeugte „Lichtblitz“ (für das menschliche Auge als Dauerleuchten wahrzunehmen) in ein elektrisches Signal umgewandelt. Trifft der Elektronenstrahl dagegen an einer anderen Position als der des Lichtgriffels auf, bleibt der Fototransistor inaktiv. Anhand des Zeitpunktes des vom Fototransistor ausgelösten Signals, der Startzeit und der Geschwindigkeit des über den Bildschirm geführten Elektronenstrahls lässt sich schließlich die Position des Lichtgriffels durch den Computer berechnen; die Positionsbestimmung erfolgt demnach indirekt. Auf schwarzen oder sehr dunklen Bildteilen kann der Lichtgriffel wegen des fehlenden Lichtpulses nicht funktionieren.
Professionelle Anwendung erfuhren Lichtgriffel u. a. in Leitständen etwa von Flugsicherungen und Rechenzentren, was heute noch gelegentlich in Spielfilmen und Dokumentationen zu sehen ist.

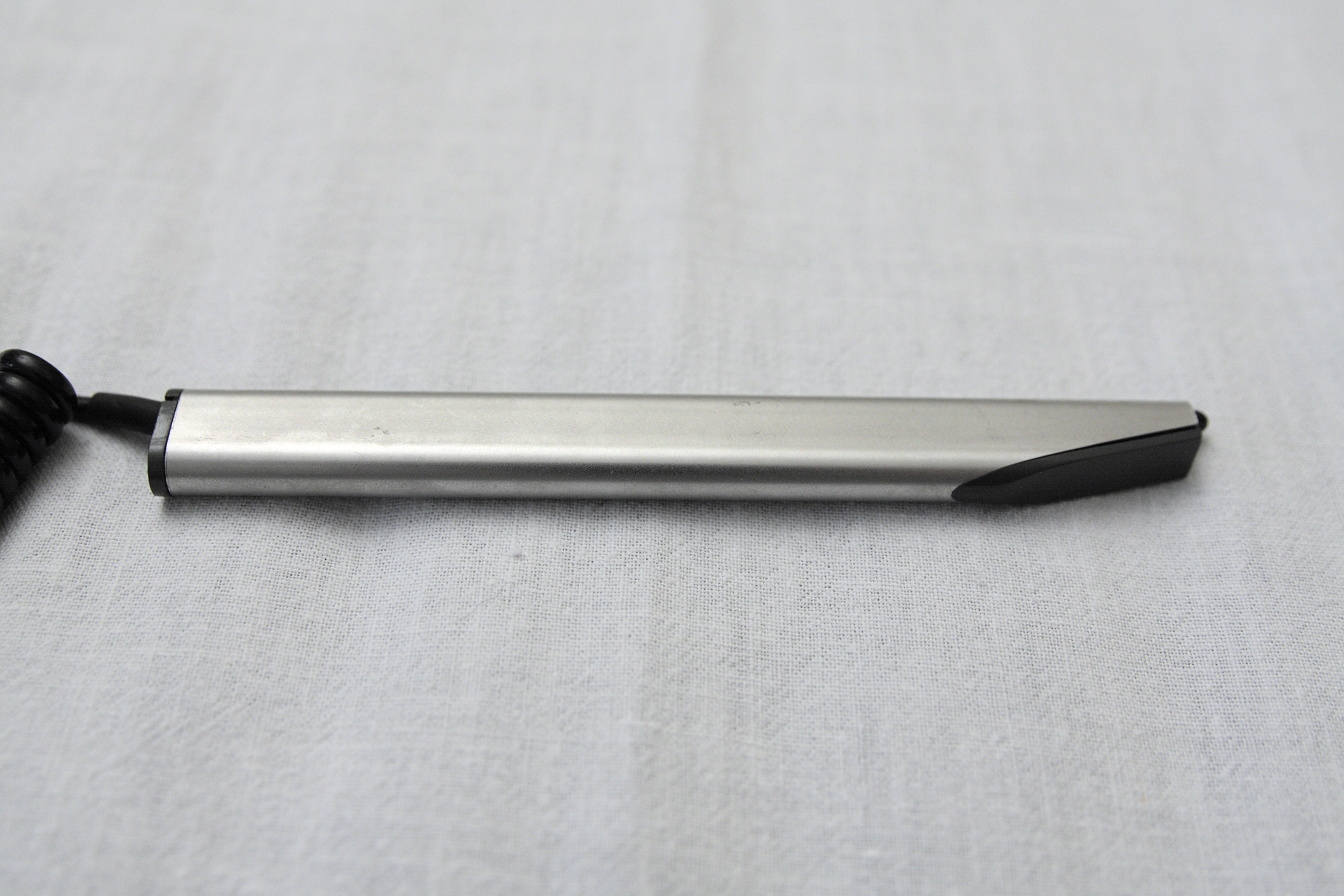
Lichtgriffel für Thomson-Homecomputer

Eine gewisse Popularität erlangte der Lichtgriffel Anfang der 1980er Jahre (insbesondere durch die Verwendung als Universal-Zeigegerät bei Thomson-Homecomputern wie dem TO7-70 und als Bausatz für den C-64), wurde jedoch einige Jahre später durch die wesentlich ergonomischere und in der Herstellung günstigere Computermaus verdrängt.
Auf modernen Bildschirmen (LCD, Plasma, 100-Hz-Röhre) ist der Lichtgriffel wegen des fehlenden oder zeitlich nicht mehr zuordenbaren Lichtblitzes unbrauchbar.
Die für einige Computerspiele verwendete Lightgun (Lichtpistole) beruht auf dem gleichen Prinzip, hat jedoch zusätzlich eine fokussierende Optik, um auch in größerer Entfernung zum Bildschirm dessen durch den Elektronenstrahl erzeugten „Lichtblitz“ erfassen zu können. Für moderne, nicht mehr röhrenbasierte Fernseher ist allerdings ein anderes Verfahren notwendig.